# Camponotus pullatus
Camponotus pullatus é uma espécie de inseto do gênero Camponotus, pertencente à família Formicidae.